# William Lindsay Windus
William Lindsay Windus (Liverpool, 1822-1907) fue un artista británico, miembro de un grupo de pintores de Liverpool que estaban influidos por el estilo prerrafaelita.[cita requerida]
Estudió en la Academia de Artes de Liverpool. Su primera pintura fue un óleo sobre lienzo titulado Black Boy (1844). En una visita a Londres en 1850 se convirtió al estilo prerrafaelita. Expuso su nuevo estilo de pintura con la obra Burd Helen en la Royal Academy, de Londres en 1856. El cuadro llamó la atención de Dante Gabriel Rossetti y John Ruskin quienes ayudaron a establecer a Windus como un artista respetado. 
- Datos: Q1819050
- Multimedia: William Lindsay Windus / Q1819050